# Manufrance
Manufrance (nom commercial pour la Manufacture française d'armes et cycles de Saint-Étienne) est une entreprise française créée en 1887 précurseur de la vente par correspondance située dans la ville industrielle de Saint-Étienne.
C'est l'une des premières sociétés de vente par correspondance française.
Autrefois très connue pour ses fusils de chasse (Robust, Falcor, Idéal et Simplex), les vélos (Hirondelle) et les machines à coudre (Omnia), elle conçoit et produit désormais en France des articles divers (nature, maison, loisir, etc).
Elle produit également des collections d'articles vintage. Notamment des anciennes affiches, rééditions d'anciens catalogues ou réédition du maillot de foot porté par les joueurs de l'AS Saint-Étienne lorsque Manufrance en était le sponsor officiel.

## Historique

### Création

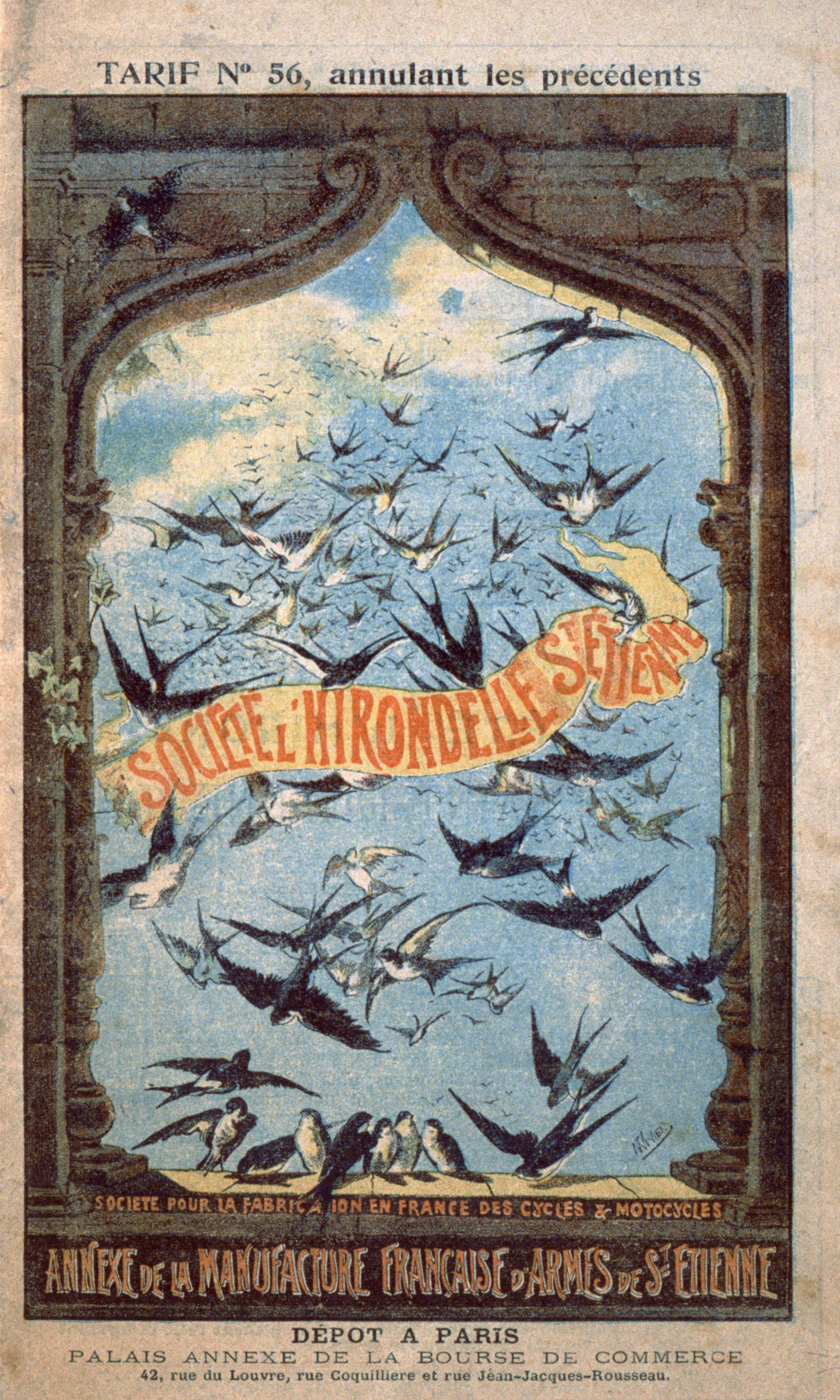
Catalogue annexe de la Manufacture d'armes de Saint-Étienne.

Le 10 novembre 1887, Étienne Mimard et Pierre Blachon, qui ont déposé le 27 octobre 1887 le brevet du fusil Idéal, achètent la Manufacture française d’Armes et de Tir de Monsieur Martinier-Collin pour 50 000 pièces-or. Deux ans auparavant, en 1885, est créé Le Chasseur français, un périodique sur le monde de la chasse. En 1892, s'ouvre le premier magasin de vente à Paris au 42 rue du Louvre. À la suite de l'invention de la bicyclette dans les années 1860, l'entreprise lance la sienne sous le nom d'« Hirondelle » en 1891. L'entreprise est rebaptisée Manufacture française d'armes de Saint-Étienne. La mention « et cycles » sera ajoutée en 1901.

### Années de gloire
En 1893, commence la construction des bâtiments du cours Fauriel à Saint-Étienne. La même année est introduite la gamme d'articles de pêche Tarif-Album. En 1887, est lancé le fusil Idéal, un fusil de chasse à double canon. En 1895, est créée la carabine mono-coup Buffalo, une carabine de tir et de jardin. En 1900, 80 succursales sont déjà ouvertes dans les colonies françaises.
En 1902, une centrale électrique est construite pour l'usine. En 1904, l'entreprise propose à ses clients ses premières cartouches prêtes à l'emploi. En 1906, est créée la machine à coudre Omnia. La société possède huit magasins en France et 367 agences à l'étranger et dans les départements d'Outre-Mer. En 1908, est lancé le fusil Simplex.
En 1911, la Manufacture française d'armes et cycles de Saint-Étienne prend le nom de Manufrance et devient une société anonyme ; Étienne Mimard en est le premier directeur général. En 1913 est lancé le fusil Robust, un fusil de chasse à double canon, la référence pour ce type de fusil. Manufrance sort une bicyclette modèle grand tourisme, avec six vitesses rétro-directe et roue libre, pour un prix de 200 francs.
En 1914, Pierre Blachon meurt et lègue la majorité des actions aux hospices civils de Saint-Étienne. Manufrance lance le pistolet Le Français et met au point le pneu démontable. À cette date, Manufrance a des magasins dans quinze des plus grosses villes françaises dont Rouen, Paris, Avignon, Toulouse, Nantes, Lille, Bordeaux, Clermont-Ferrand, Nancy, Troyes, Valence, Lyon, Nice, etc.
En 1929, avec la crise et la multiplication des taxes et des impôts sur la société, les affaires sont plus difficiles. La société propose alors une large gamme de produits allant des bicyclettes aux armes, en passant par les appareils photos, radios ou les instruments de remise en forme tels que le Spiro développé par le médecin Jos Jullien,.
En 1939, Le Chasseur français est tiré à 450 000 exemplaires. En 1944, le fondateur, Étienne Mimard, meurt. Il avait renoncé, depuis les grèves de 1937, à léguer la moitié des actions qu'il détenait à ses employés ; il les transfère à la mairie de Saint-Étienne. Pierre Drevet devient PDG. En 1945, Manufrance s'adjoint des commerces indépendants pour ouvrir des magasins agréés Manufrance. En 1952, Jean Fontvieille succède à Pierre Drevet.
La Seconde Guerre mondiale a un lourd impact sur Manufrance. En effet, Étienne Mimard ne souhaite pas collaborer avec les Allemands et, de ce fait, ne bénéficie pas du matériel que ceux-ci pourraient fournir.
En 1952, Manufrance crée la carabine Reina à répétition automatique et calibre .22 Long Rifle à huit coups. En 1958, se crée le fusil Rapid, fusil de chasse à pompe. En 1962, est lancé le fusil Perfex, fusil de chasse semi-automatique à trois coups et en 1968, le fusil Falcor, fusil de chasse et de ball-trap.
En 1970, Manufrance fabrique plus de 70 % des armes de chasse françaises. L'entreprise dispose de 125 000 m2 d'usines à Saint-Étienne. Elle expédie chaque année 20 000 tonnes de marchandises en France et dans le monde entier. 48 magasins sont répartis dans toute la France. 1 500 000 foyers reçoivent le catalogue.
En 1973, à son apogée, Manufrance dispose de 64 magasins dans toute la France, 30 000 références sont présentes dans le catalogue, 30 000 machines à coudre Omnia sont livrées. Le Chasseur français est vendu à plus de 815 000 exemplaires. Manufrance est une société industrielle et commerciale à dimension internationale produisant plus de 80 000 fusils par an, avec plus de 4 000 salariés.
Cependant l’élargissement de la Communauté économique européenne (CEE) accentue la concurrence et celle-ci devient plus difficile encore à supporter avec l'ouverture au monde (lorsque sont introduites des machines à coudre japonaises sur le marché français par exemple).
Manufrance a aussi été le sponsor des Verts de l'Association sportive de Saint-Étienne (ASSE) de 1973 à 1979, bien que le sponsor, à l'époque, n'apparût pas sur les maillots lors des rencontres européennes.

### Fin
En 1944, le fondateur, Étienne Mimard, avait légué à la municipalité de Saint-Étienne la moitié des actions détenues.
En 1975, les premières difficultés apparaissent à cause notamment du manque d'évolution de l'outil de production et des effets négatifs du premier choc pétrolier sur la consommation. Entre 1976 et 1978, les problèmes s'amplifient, l'intérieur de l'entreprise commence à bouger. En automne 1977, les premières manifestations apparaissent.
En 1979, la société est mise en liquidation judiciaire. La Société nouvelle Manufrance est alors créée mais elle ne peut pas servir les commandes par manque de fonds de roulement non-accordés par les banques.
Le 23 octobre 1980, le tribunal de commerce de Saint-Étienne annonce le dépôt de bilan. Le tribunal de commerce vend Le Chasseur français. Fin décembre, une société  coopérative ouvrière de production et distribution (SCOPD) est mise en place en six jours avec la coopération de 600 salariés : Bernard Tapie, sans réussir à mettre la main sur les actifs de l'entreprise, obtient l'exploitation de la marque. Un plan de relance est établi en 1982 mais sans succès. Ainsi une liquidation judiciaire est une nouvelle fois prononcée en 1985. Le 19 février 1986, le matériel, le mobilier et les immeubles sont vendus.

### Renaissance
Après le rachat de quelques marques du portefeuille de l'ancienne société Manufrance, et la création le 1er octobre 1988 de la SARL Manufacture française d'armes de Saint-Étienne dont il est le gérant, Jacques Tavitian relance l'activité par le biais d'un magasin à Saint-Étienne et un catalogue de vente par correspondance. La production de fusils (Robust et Simplex) est également relancée.
Les archives départementales de la Loire qui conservaient depuis vingt ans le fonds d’archives de Manufrance ont décidé en 2010 avec le conseil général et l’université Jean-Monnet d'inventorier et de classer ces documents. Les archives départementales inaugurent cette renaissance par une exposition intitulée « De l’entreprise à l’histoire, les archives traversent le temps : l’exemple de Manufrance » entre janvier et février 2010. Cette exposition relate sur des panneaux l’histoire de l’entreprise, montre quelques produits qui en ont fait la gloire (machine à coudre Omnia, fusil Robust) ainsi que le fameux magazine Le Chasseur français qui fut diffusé à des centaines de milliers d'exemplaires dans les plus belles années, au cours desquelles 4 000 personnes travaillaient dans l'usine du cours Fauriel à Saint-Étienne.

### Liste des PDG
- 1892 : Étienne Mimard
- 1944, juin : Pierre Drevet[13]
- 1952, janvier : Jean Fontvieille[13]
- 1969 : Georges Drevet
- 1975, avril : André Blanc[13]
- 1977, mai : Henri Fontvieille[14],[13]
- 1977, juin : Jacques Petit[13]
- 1978, février : Henri Fontvielle[15],[13]
- 1978, mars : François Gadot-Clet[15],[13],[16]
- 1979, janvier : René Mestries[13]
- 1988 : Jacques Tavitian

## Activités

### Activités jusqu'en 1985
Cette entreprise s'est fait connaître dans le monde entier par son catalogue de vente par correspondance et son journal, Le Chasseur français. Elle produisait entre autres des armes, des cycles, des machines à coudre, des articles de pêche.
En 1977, le catalogue de 960 pages comprenait quatre parties :
- la vie en plein air
  - jardin, camping, chasse
  - la pêche, cycles, les sports
  - autos, voyage
  - habillement
- la maison
  - blanc, machines à coudre
  - électroménager, chauffage
  - ameublement, tapis, luminaires
  - coutellerie, orfèvrerie, ménage
- les loisirs
  - radio-télé, photo, le bureau moderne, lecture, dessin
  - reliure, jeux et jouets, horlogerie, cadeaux
- bricolage - jardinage
  - bricolage, outillage, quincaillerie
  - jardin, élevage, travaux d'extérieur

### Activités aujourd'hui
Manufrance conçoit et réalise des collections d'articles marqués Manufrance pour la nature, le textile, les loisirs, la maison... Elle commercialise également des articles vintage comme des rééditions de ses anciens catalogues ou une réplique du maillot de foot porté par les joueurs de l'ASSE lorsqu'elle en était le sponsor.

## Site de la manufacture

### À Saint-Étienne

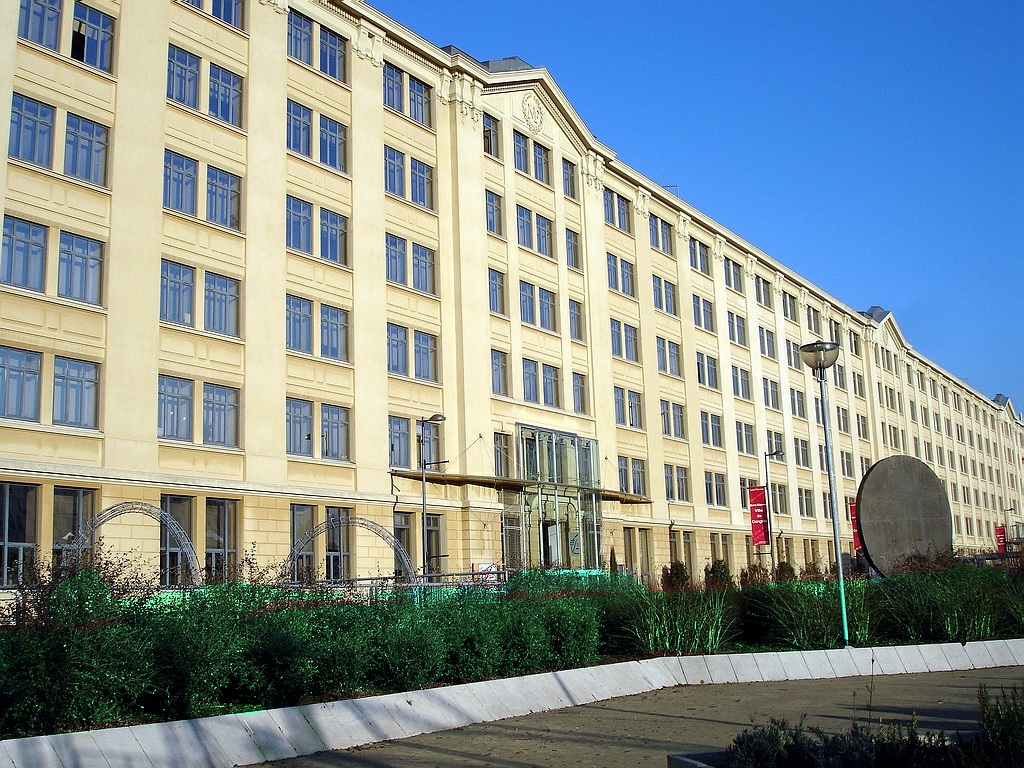
Les anciens bâtiments de Manufrance, aujourd'hui réhabilités en pôle tertiaire.

Le site de la manufacture a été transformé[Quand ?] :
- en pôle tertiaire, avec :
  - le centre des congrès,
  - le siège de la chambre de commerce et d'industrie de Saint-Étienne / Montbrison,
  - le planétarium ;
- et en centre d'enseignement et de recherche, avec :
  - l'École nationale supérieure des mines,
  - un campus de l'EM Lyon Business School.

### Magasins en métropole française
En 1977, Manufrance disposait de cent magasins dont les plus importants étaient :
- à Paris, Lyon, Marseille, Lille, Toulouse, Bordeaux, Nice, Nantes, Toulon, Grenoble, Roue, St-Etienne, Tours, Dijon, Clermont-Ferrand, Nancy, Valence, Avignon, Troyes, Aix-en-Provence et Cannes.

#### Ouvrages
- François Gadot-Clet, Une certaine idée de Manufrance : mes 300 jours de PDG, Paris, édition Denoël-Filipacchi, 1979.
- Textes Anne-Catherine Marin, Cendrine Sanquer, Nadine Besse et Martine Font, De Manufrance à Sup de Co : Saint-Étienne, 100 ans de photographies, Lyon, éditions lyonnaises d'art et d'histoire, 1997.
- Philippe Munck, Manufrance, nous accusons, Paris, éditions de La Vie ouvrière, 1993.
- Pierre Kuwaka, Manufrance : radiographie d'une lutte, Paris, éditions sociales, 1980.
- N. Besse, F. Bouchut et G. Finela, Manufrance. Les Regards de la Mémoire, Les éditions de l’Èpargne, 1992.
- P. Petitot, Analyse sémiologique du catalogue Manufrance, Nice, Centre du XXe siècle, 1977.
- Pierre-Alain Four, Ce que l’industrie fait à l’art sur le territoire lyonno-stéphanois, 2006.
- D. Venner, Encyclopédie des armes de chasse : carabines, fusils, optique, munitions, Maloine, Paris, 1997.
- Nadine Besse (dir.), C'était Manufrance, un siècle d'innovations 1885-1985 : journal de l'exposition, Saint-Étienne, Ville de Saint-Étienne : Musée d'art et d'industrie, 2011  (ISBN 978-2-901282-15-0)
- Serge Daurat, Étienne Mimard, fondateur de Manufrance, Éditions les Passionnés de bouquins, 2018.

#### Articles
- Emmanuelle Plas, « Manufrance, une vieille dame digne… d'intérêts » [PDF], L'Unité, 6 mai 1977, 3 p.
- Caroline Bouchier, « Manufrance : l’envers du catalogue », dans L'Histoire (consulté le 8 novembre 2011)

#### Surmillenaire3.com
- Bruno Benoit, « Étienne Mimard (1862-1944) : Le fondateur de la manufacture d’armes et cycles de St-Étienne », sur millenaire3.com, 1er juin 2006.
- Geoffroy Bing, « Manufrance », sur millenaire3.com, 29 février 2008.

### Iconographie
- Vie quotidienne à Manufrance au début du XXe siècle au travers de cartes postales anciennes